# Советизация Прибалтики

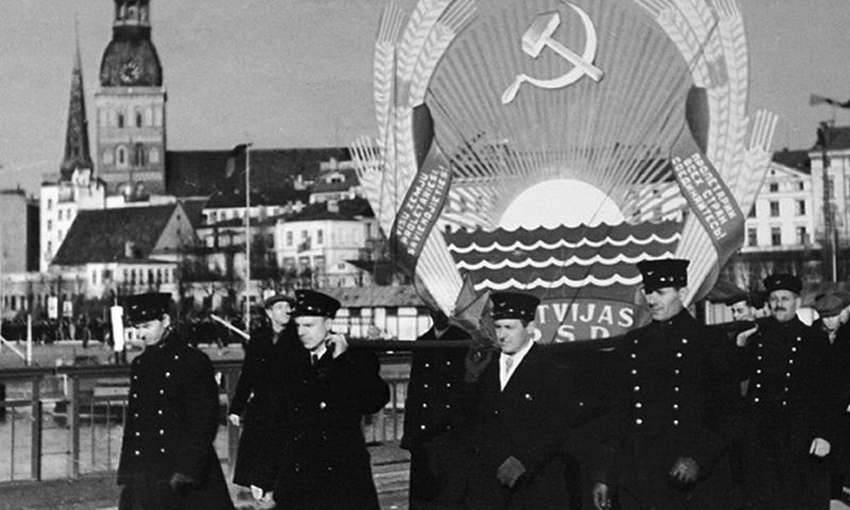
Демонстрация в Риге. 1940 год.

Советизация Прибалтики — комплекс социальных, экономических и политических мероприятий по встраиванию Прибалтики (Литвы, Латвии и Эстонии) в систему власти Союза ССР.
Советизация Прибалтики это закономерное следствие присоединения Прибалтики к СССР. Советизация региона предполагала ликвидацию угрозы внутренней оппозиции советской власти. Репрессии и выселения, проводившиеся в ходе советизации, по замыслу советского руководства должны были способствовать проведению в жизнь программы советизации региона.

## История понятия «Прибалтика»
Прибалтика — понятие не столько географическое, сколько историческое, более привычное в словосочетании «Советская Прибалтика». Для советского человека другой «Прибалтики» никогда не существовало. Есть независимые Эстония, Латвия и Литва. А до этого — Эстляндская, Лифляндская и Курляндская губернии в составе Российской империи. Ещё раньше прибалтийские земли принадлежали Швеции, Речи Посполитой, Ливонскому ордену. В Российской империи прибалтийские губернии имело общее название — Остзейский край, или остзейские губернии.

## Присоединение Прибалтики

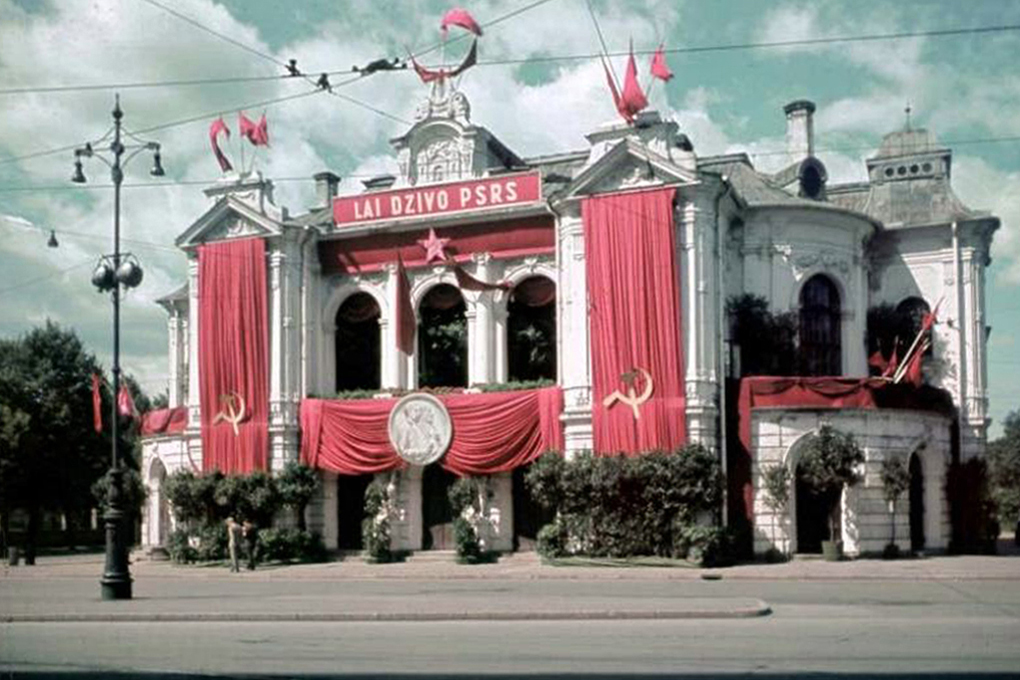
Латвийский национальный театр в 1940 году, в котором находился Народный Сейм, украшенный советской символикой (серп и молот, красная звезда, красные флаги и двойной портрет Ленина и Сталина), надпись на латышском языке сверху гласит: «Да здравствует СССР!».

Отказ от претензий на восстановление принадлежащих России до Первой мировой войны территорий был временным. Независимость балтийских государств рассматривалась в Кремле как неприемлемое явление, руководством СССР разрабатывались соответствующие военно-стратегические планы. Одновременно разрабатывались планы советизации этих стран после захвата территории, этим занимался генерал Владимир Триандафиллов.
Независимое существование прибалтийских государств в период между двумя мировыми войнами строилось на уникальном балансе сил великих держав в этом регионе СССР не хотел уступать его Германии, Германия — СССР, а Великобритания и Франция, сами не претендовавшие на него, стремились подорвать влияние обеих стран. Однако система стала разрушаться после отторжения от Литвы города Мемеля с областью (Клайпедского края) 22 марта 1939 г. При всей многовариантности советско-германского соперничества (превалирование одной из сторон, соглашение о зонах влияния в региональном или общеевропейском контексте) любой возможный его итог оказывался катастрофическим для самостоятельного существования прибалтийских государств. Иными словами, в конкретных условиях 1939—1940 гг. сохранение прибалтийскими странами своей независимости практически стало невозможным.
Кульминация успехов Берлина на восточно-европейском дипломатическом фронте пришлась на третью неделю марта 1939 г., когда в течение всего семи дней к Германии были присоединены остатки чехословацкого государства и Клайпедский край Литвы. События продемонстрировали не только мощь германского натиска, но и безуспешность всех предшествовавших попыток Советского Союза организовать ему отпор. Для Москвы складывалась крайне невыгодная ситуация, которая сама по себе могла стать приглашением Берлину рискнуть расширить свой плацдарм в Прибалтике, например, за счёт оставшейся территории Литвы. Об этом литовцы сами жаловались в Москве, ссылаясь на соответствующие угрожающие заявления, которые Риббентроп делал в ходе переговоров с министром иностранных дел Литвы Ю. Урбшисом в дни мемельского кризиса.
СССР отказался от немедленной советизации Прибалтики и восемь месяцев находился в роли протектора. В частности имеется в виду заключённые в конце сентября — начале октября 1939 г. договоры о взаимопомощи между СССР и Эстонией, Латвией и Литвой. Договоры предусматривали взаимопомощь сторон в отражении агрессии третьего государства, для чего на территориях прибалтийских стран размещались советские военные базы и воинские контингенты численностью от 20 до 25 тыс. человек. Считается, что подписи стран Балтии под этими договорами были получены в результате сильнейшего политического давления и под угрозой применения вооружённой силы (26 сентября 1939 г. нарком обороны СССР К. Е. Ворошилов издал приказ о подготовке боевых действий против Эстонии и Латвии). Однако ввод частей Красной Армии на территорию Прибалтики отнюдь не повлёк за собой попыток её советизации:
Разговоры о “советизации” прибалтийских республик в корне противоречат политике нашей партии и правительства и являются безусловно провокаторскими… Настроения и разговоры о ”советизации”, если бы они имели место среди военнослужащих, нужно в корне ликвидировать и впредь пресекать самым беспощадным образомК.Е. Ворошилов, Архив внешней политики СССР, ф. 059, оп. 1, п. 299, д. 2064, л. 55.
Малейшая попытка кого-либо из вас (сотрудников полпредства. – Авт.) вмешаться во внутренние дела Литвы повлечет строжайшую кару на виновного… Следует отбросить как провокационную и вредную болтовню о советизации ЛитвыВ.М. Молотов – полпреду СССР в Литве Позднякову, 21 октября 1939
Вас ветром понесло по линии настроений советизации Эстонии, что в корне противоречит нашей политике… Главное, что Вы должны помнить, это не допускать никакого вмешательства в дела ЭстонииМолотов – полпреду СССР в Эстонии Никитину, 23 октября 1939 г
Выдвигается версия, что изменения в отношениях СССР с Литвой, Латвией и Эстонией вызваны мощным усилением Третьего Рейха, где взятием Парижа и разгромом английской экспедиционной армии завершилась весенняя кампания вермахта на западном фронте.

## Ход советизации Прибалтики

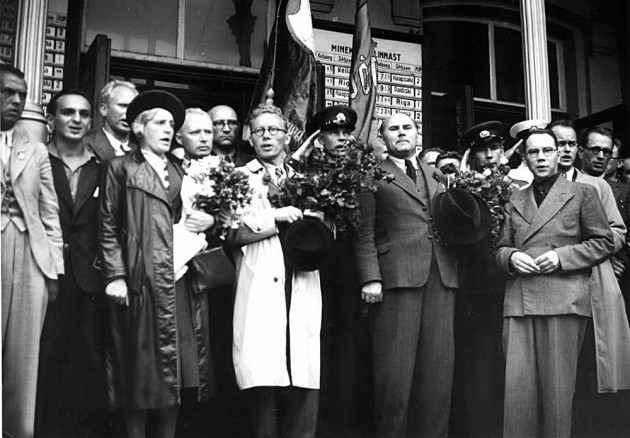
Эстонские лидеры коммунистической партии. 27 июля 1940 года

В июне 1940 года СССР предъявил ультиматум Литве, требуя немедленной смены правительства и пропуска Красной Армии на литовскую территорию. Спустя два дня подобные ультиматумы были предъявлены Эстонии и Латвии, на размышление было отведено 8 часов. В тот же день советские войска перешли и государственную границу Латвии. 20 июня было сформировано новое просоветское правительство Латвии под руководством профессора Аугуста Кирхенштейна. Контролируемое Москвой правительство Кирхенштейна уже через несколько дней приступило к ликвидации всех общественных и политических организаций. 4 июля советским правительством было принято решение об избрании народного парламента, а сами выборы были назначены на 14—15 июля.
21 июля 1940 г. одновременно состоялись заседания сеймов Литвы и Латвии и Государственной думы Эстонии в новом составе. Они уже работали как органы советской власти, а не парламенты. Их основными решениями были провозглашение Литвы, Латвии и Эстонии советскими республиками и принятие Деклараций о вступлении Литвы, Латвии и Эстонии в состав Советского Союза.
В начале августа 1940 г. членов делегации депутатов от Литвы, Латвии и Эстонии, приглашенных на сессию Верховного Совета СССР, принял Сталин. Так процесс вхождения трех новых «братских республик» в состав советского государства был завершен на самом высшем уровне. Началось формирование новых, республиканских органов власти. Основной комплекс решений по Прибалтике был принят Политбюро уже 22 августа 1940 г. Постановлением Политбюро был утвержден персональный состав руководителей высших органов власти и управления трех балтийских республик — до того как они формально были приняты временными Верховными советами Литвы, Латвии и Эстонии. В Литве председателем Верховного совета республики был утвержден Ю. Палецкис, возглавлявший до этого литовское «народное правительство». Главой нового правительства был назначен М. Гедвилас (министр внутренних дел в составе прежнего кабинета). В Латвии и Эстонии произошли аналогичные перемещения. Бывший глава латвийского правительства А. Кирхенштейн получил почетный пост председателя Президиума Верховного совета Латвийской ССР, а В. Лацис переместился на его место, возглавив Совет народных комиссаров республики. Председателем Президиума Верховного совета Эстонии стал Й. Варес-Барбарус, а новым премьером был назначен И. Лауристин, один из лидеров коммунистической партии Эстонии.

### Установление контроля над силовыми структурами
В первые дни после своего создания «народные» правительства при активной поддержке советских эмиссаров установили контроль над вооруженными силами и полицией. В Эстонии был смещен генерал Й. Лайдонер и ряд других высших офицеров, введены должности политического руководителя военного министерства (им стал коммунист с многолетним стажем П. Кеэдро), родов войск и подразделений, принято решение о создании комитетов военнослужащих, которые создавались при поддержке представителей Красной армии. Следующим шагом советского руководства по установлению контроля над военными структурами трех формально еще независимых государств стало образование 11 июля 1940 г. Прибалтийского особого военного округа. В его состав вошли территории Латвии и Литвы, Эстония включалась в состав Ленинградского военного округа.
Так как установление контроля над армиями балтийских стран прошло относительно спокойно, И. Сталин не пошел на их разоружение, чего добивалось высшее командование Красной Армии. Особенно жесткую позицию занимал командующий Белорусским особым военным округом Д. Павлов, который 21 июня 1940 г. направил служебную записку с предложением немедленно разоружить армии всех трех балтийских стран, вывезти их оружие в СССР, сменить командный состав.

### Рост влияния коммунистических партий
Вступление новых республик в состав СССР сопровождалось кардинальными изменениями в их общественной жизни. Происходившие в Прибалтике преобразования с первых же дней несли на себе печать сталинской модели социализма. Стала устанавливаться та же административно-бюрократическая система, что и на большей территории Советского Союза. Таким образом, главной задачей летом-осенью 1940 г. была организация в Прибалтике институтов и структур, обеспечивающих советизацию этого региона. Одной из ключевых в этом процессе, разумеется, должна была стать коммунистическая партия. Местные ресурсы были невелики: численность компартий колебалась от 200 человек в Эстонии до 1 тыс. человек в Литве.
Специфику первого периода советизации прибалтийского региона определяло также существование специальных Бюро ЦК ВКП(б) по Литве, Латвии и Эстонии, которые должны были осуществлять посреднические функции между республиканским руководством и Москвой. 18 сентября 1940 г. Политбюро приняло постановление о составе руководящих структур компартий Латвии, Литвы и Эстонии. По официальным данным, к началу 1941 г. численность компартий резко увеличилась: в Литве она составила 2486, в Латвии — 2798 и в Эстонии — 2036 чел.

### Финансовая политика
Среди мероприятий экономического порядка в качестве первоочередного стоял вопрос о переходе на советскую валюту. Временно было разрешено использование двух валют — советского рубля и местной (латвийского лата, литовского лита и эстонской кроны). Курс обмена национальной валюты на советский рубль был установлен довольно произвольно: 1 лат равнялся 1 руб., 1 лит — 90 коп., 1 крона — 1 руб. 25 коп. 16 сентября 1940 г., за два месяца до перехода на рубль, должно было произойти повышение заработной платы — в среднем от 25 до 40 %. В Латвии в «высшую категорию», то есть с ростом зарплаты на 40 %, попали рабочие промышленных предприятий, связи и строительства, учителя, преподаватели высших учебных заведений, агрономы. Прибавку в 25 % получали городские врачи, 30 % — сельские врачи и инженерно-технические работники. В Литве прибавки к зарплате выглядели в целом скромнее: 30 % — рабочим, 25 % — агрономам, 20 % — профессуре, только учителя начальных школ получали повышение жалования на 40 %. В Эстонии зарплаты повысили почти так же, как и в Латвии. В комплексе других социальных мероприятий новой власти значились: введение бесплатного обучения в средней школе; отмена платы за медицинское обслуживание для «рабочих, служащих и крестьян»; введение для рабочих и служащих обязательного государственного страхования; объявление запрета на повышение ставок квартирной платы и стоимости коммунальных услуг. Для крестьян предусматривалось повышение с 1 октября закупочных цен на все сельскохозяйственные продукты, кроме зерна, в пределах 10-25 %.

### Национализация и аграрная политика
Началась национализация. В первую очередь государственными должны были стать пароходные общества, торговые предприятия (с оборотом свыше 200 тыс. лат, лит и крон, то есть предприятии крупного и среднего бизнеса), а также крупные домовладения. В августе-сентябре 1940 г. были определены и первые подходы к решению аграрного вопроса. Была установлена норма владения землей — не более 30 га. В сельском хозяйстве с конца июля 1940 г. было начато проведение аграрной реформы — до 25 сентября того же года необходимо было наделить землей безземельных и имеющих наделы менее 10 гектаров за счет ликвидации «излишков» земли у кулаков. В результате такой политики в течение нескольких месяцев было создано 51762 новых хозяйства, имевших по 10 гектаров, и дополнительно во владение была передана земля 23321 хозяйству, имевшим менее указанного количества земли.
25 сентября 1940 г. в Эстонии был создан первый колхоз, однако масштабная коллективизация началась позднее.

### Встраивание в правовой аппарат СССР
В ноябре 1940 г. на территории Латвии был временно введен Уголовный кодекс РСФСР. 14 мая 1941 г. было принято Постановление Совета Народных Комиссаров «О высылке из Прибалтийских республик, Западной Украины, Западной Белоруссии и Молдавии социально чуждых элементов». Все эти документы подготовили базу для проведения политики депортации местного населения.

### Русификация
При массовом притоке руководящих кадров и обычных мигрантов из других республик СССР на долгое время де-факто русский язык стал главным в Прибалтике.

## Последствия советизации
По мнению некоторых историков, для балтийских народов советизация была лучше, чем то, что готовил для них Гитлер, но по сравнению с годами независимости произошел резкий сдвиг к худшему. Во-первых, Эстония, Латвия и Литва оказались в составе Советского Союза в то время, когда в нем господствовал сталинизм в самых жестоких и бесчеловечных формах. Установление коммунистических порядков полностью перевернуло жизнь почти всех граждан балтийских государств. Советская власть уничтожила частную собственность, проведя национализацию и коллективизацию, а также рыночные отношения. До этого большинство жителей Эстонии, Латвии и Литвы имели мелкую или среднюю частную собственность и были в той или иной форме вовлечены в рыночные отношения.
Кроме того, произошло значительное снижение жизненного уровня основной массы населения Эстонии, Латвии и Литвы, кроме наиболее обездоленной части. В целом это было результатом установления советской социально-экономической системы. И наконец, советизация балтийских государств создала и еще одну проблему: отношениям между русскими и балтийскими народами оказались испорчены.

## Cм. также
- Коренизация
- Русификация Прибалтики